# UTC+4:30

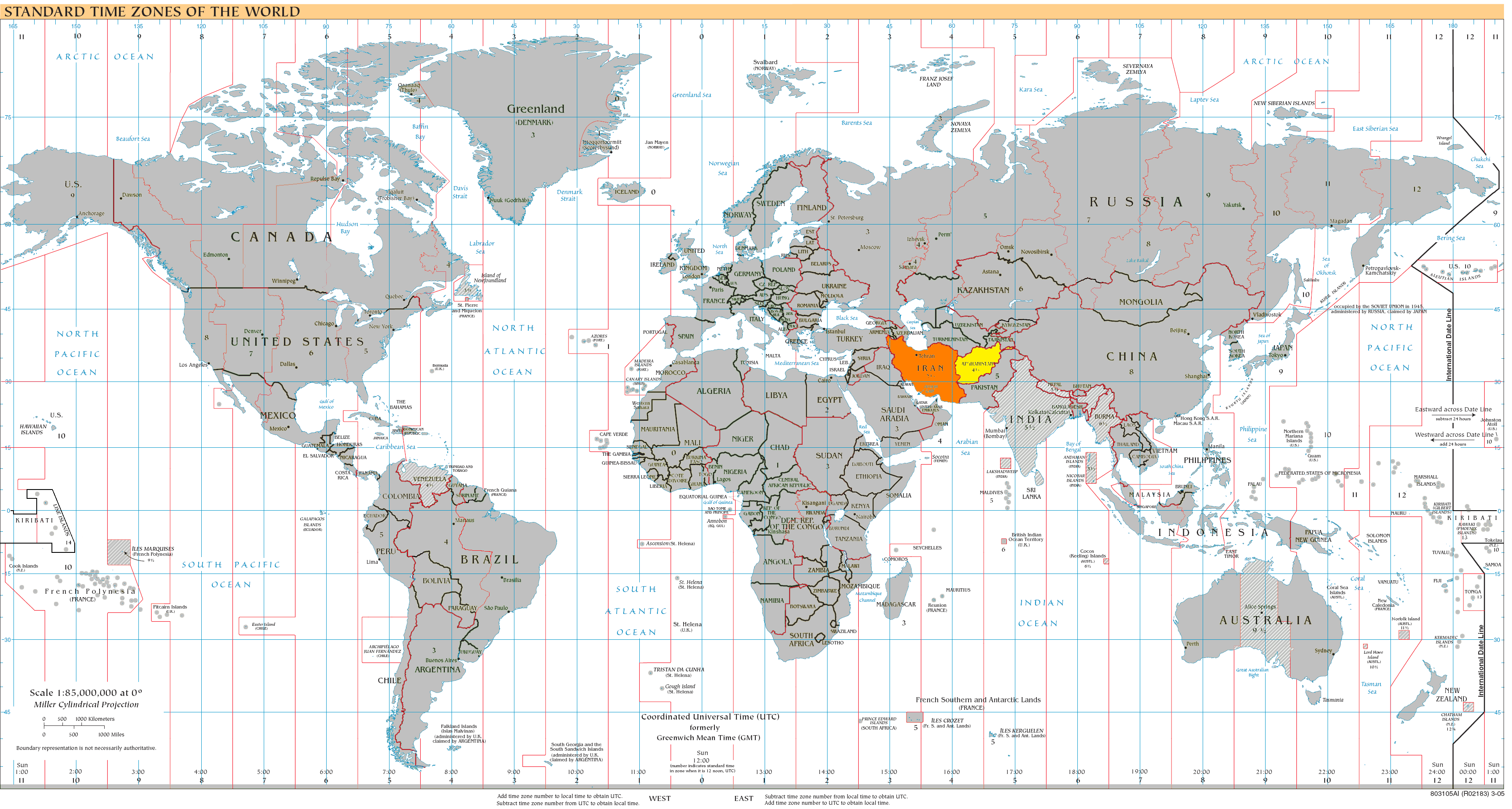
UTC+4:30: 青-12月前後に適用、橙-6月前後に適用、黄-通年適用、水色-海域

UTC+4:30とは、協定世界時を4時間30分進ませた標準時である。
アフガニスタンで採用されている。

## 該当地域

### 標準時（通年）
- アフガニスタン

## 過去に採用していた国・地域
- イラン（2022年9月21日に廃止[1]）